# Salmo (rapper)
, pseudonimo di Maurizio Pisciottu (Olbia, 29 giugno 1984), è un rapper, cantautore, attore e produttore discografico italiano.

## Biografia

### Primi anni (1997-2011)
Salmo ha iniziato la sua carriera musicale all'età di tredici anni, incidendo le sue prime rime tra il 1997 e il 1998. Nel 1999 ha realizzato e pubblicato i demo Premeditazione e dolo con i rapper olbiesi Bigfoot e Scascio (con i quali formava il gruppo Premeditazione e Dolo), mentre nel 2004 ha pubblicato il primo demo da solista, intitolato Sotto pelle; l'anno successivo ha autoprodotto e pubblicato il secondo demo Mr. Antipatia.
Alla sua carriera da solista, Salmo ha affiancato anche alcuni progetti con diversi gruppi, a partire dal gruppo musicale rap metal Skasico, con i quali ha inciso e prodotto gli album Terapia (2004), 21 Grams (2006) e Orange Bloom (2008); nel 2008 invece ha collaborato con il gruppo hardcore punk To Ed Gein alla produzione di Toedgein (2008) e di Shell Shock (2011), mentre nel 2009 ha prodotto l'EP Merciful Bullets del gruppo stoner rock Three Pigs' Trip.

### The Island Chainsaw MassacreeDeath USB(2011-2012)
Nel 2011, Salmo ha pubblicato il suo primo album in studio, intitolato The Island Chainsaw Massacre, il quale in poco tempo dà al rapper notorietà nella scena rap italiana. L'anno seguente ha partecipato al mixtape Machete Mixtape (autoprodotto dalla Machete Empire Records) al quale hanno partecipato diversi rapper della scena italiana come Ensi, Bassi Maestro, Clementino e MadMan. All'interno del disco è presente il brano Vai Jack!, dissing rivolto a Pino Scotto.
Nello stesso anno inoltre Salmo ha realizzato il secondo album Death USB, pubblicato il 23 febbraio e che ha visto la pubblicazione di cinque video, ovvero quelli di Il pentacolo, Negative Youth, Death USB, Doomsday e Demons to Diamonds. Inoltre, agli MTV Hip Hop Awards 2012, Salmo vince nella categoria "Best Crossover". Sempre nel 2012, il rapper ha partecipato con la Machete Crew alla realizzazione del mixtape Machete Mixtape Vol. II, tra le cui tracce sono presenti Stupido gioco del rap e Disobey, da cui sono stati estratti dei video pubblicati rispettivamente il 17 novembre e il 24 gennaio 2013.

### Midnite(2013)

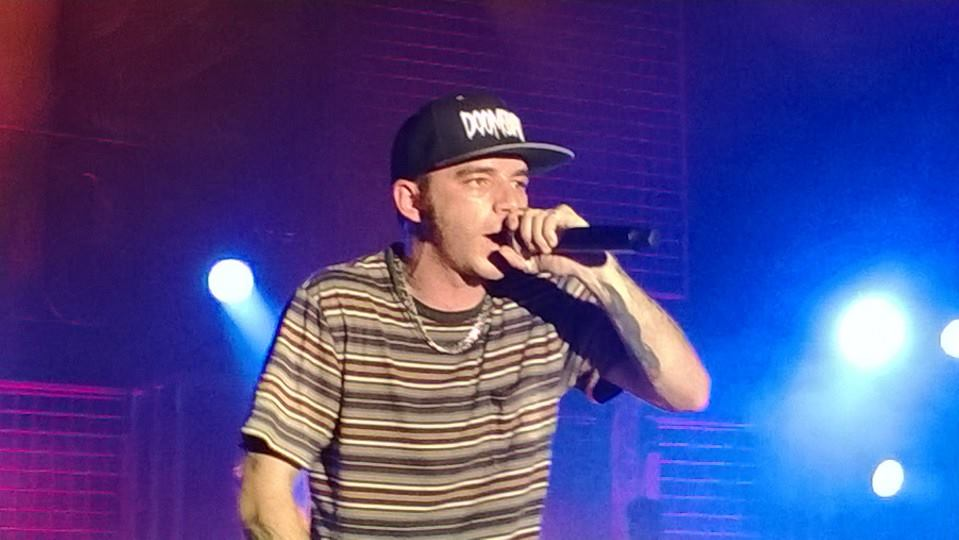
Salmo in concerto a Milano nel 2013

Il 18 marzo 2013, il rapper ha annunciato la lista tracce del terzo album Midnite (storpiatura in slang dell'inglese "midnight"), pubblicato il 2 aprile e anticipato il 21 marzo dal singolo Russell Crowe. L'album ha debuttato alla prima posizione nella classifica italiana degli album. Il 18 aprile è stato pubblicato il video di Rob Zombie, brano realizzato in collaborazione con Noyz Narcos, mentre il 1º luglio è uscito il video di S.A.L.M.O.. Il 22 luglio è stato pubblicato il video del brano Killer Game, realizzato in collaborazione con Gemitaiz e MadMan, mentre il 25 luglio Midnite è stato certificato disco d'oro per aver raggiunto la soglia delle 30 000 copie vendute.
Nel mese di agosto, il rapper ha collaborato con il gruppo horrorcore olandese Dope D.O.D. al brano Blood Shake, il quale è stato reso disponibile per l'ascolto il 5 settembre. Il video invece è stato pubblicato nel mese di dicembre.
Il 17 settembre è invece uscito The Island, singolo realizzato insieme a El Raton, Enigma e DJ Slait, data in cui è stato pubblicato anche il relativo video. Il 7 ottobre è stato pubblicato il video della traccia di chiusura di Midnite, ovvero Faraway, mentre il 26 novembre è stato pubblicato quello per il brano Space Invaders, il quale ha visto la partecipazione di Nitro.
Il 24 dicembre, il rapper ha pubblicato un freestyle natalizio intitolato Buon N***** e realizzato con i rapper Gemitaiz e MadMan.

### S.A.L.M.O. Documentarye l'uscita da Tanta Roba (2014)

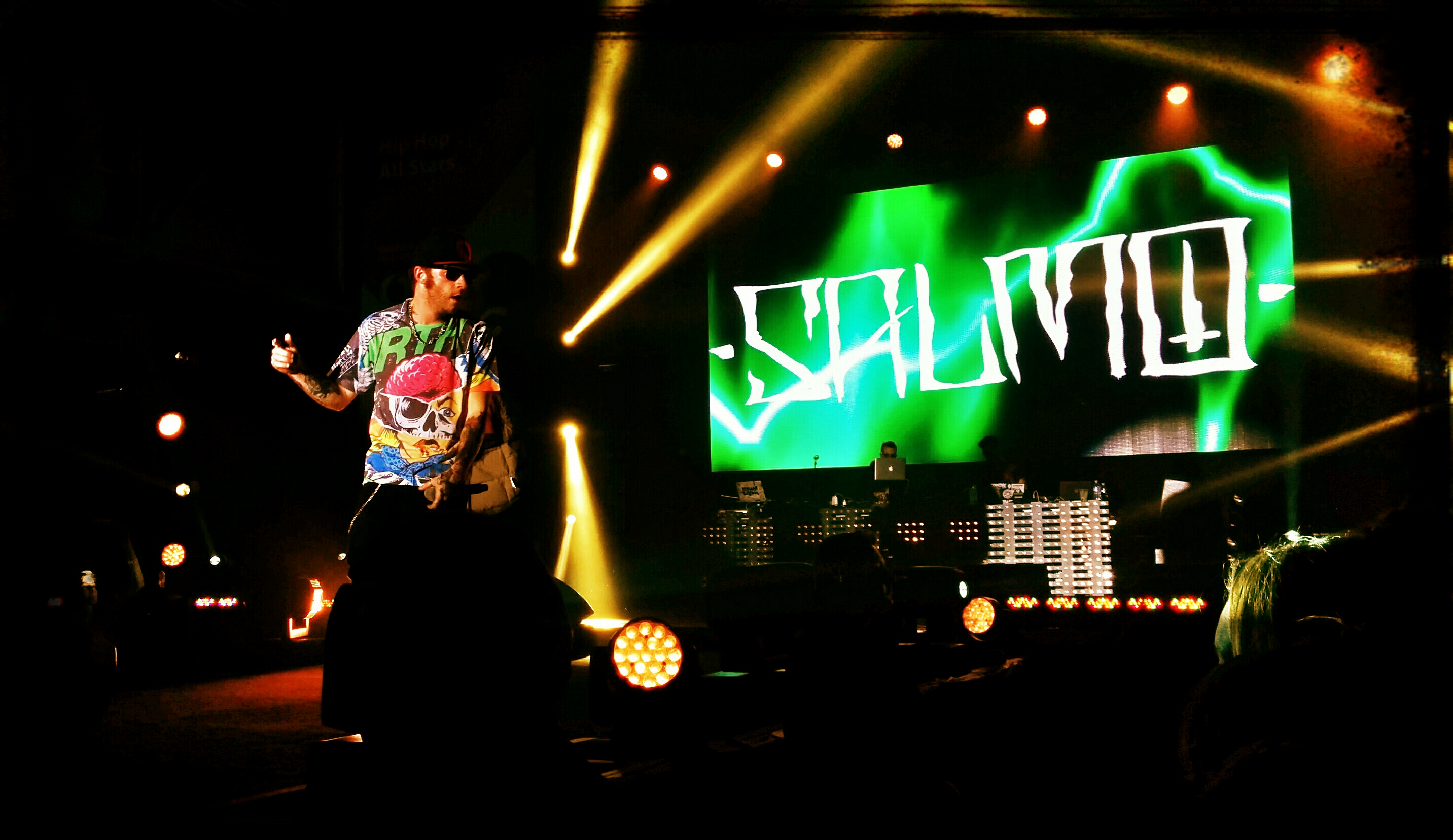
Salmo in concerto a Milano nel 2014

Il 19 maggio 2014, attraverso la sua pagina Facebook, Salmo ha annunciato la sua uscita dalla Tanta Roba, rivelando che il quarto album in studio sarebbe stato pubblicato da Machete Empire e che l'ultima pubblicazione con l'etichetta di DJ Harsh e Gué Pequeno sarebbe stato l'album dal vivo S.A.L.M.O. Documentary, uscito il 17 giugno. Quest'ultimo disco contiene alcuni brani eseguiti dal vivo nel corso del tour in supporto a Midnite, un documentario e l'inedito Mussoleeni, pubblicato digitalmente il 6 giugno.
Il 5 agosto 2014 il rapper ha reso disponibile per l'ascolto La bestia in me, brano apripista del mixtape della Machete Empire Machete Mixtape III, pubblicato nel mese di settembre. Il 2 settembre è stato pubblicato esclusivamente sul sito della Red Bull il video del brano Venice Beach, estratto anch'esso da Machete Mixtape III.

### Hellvisback(2015-2016)
Verso la fine del 2014 ha curato la regia del video del singolo Sabato di Jovanotti insieme agli YouNuts!. La collaborazione con Jovanotti è proseguita nel corso del 2015 con la realizzazione di un remix di Sabato e con la partecipazione al Lorenzo negli stadi 2015 Tour in qualità di artista d'apertura. Nel 2015 Salmo ha inoltre collaborato con Noyz Narcos e Fritz da Cat alla realizzazione del brano Dal tramonto all'alba, pubblicato come terzo singolo estratto dall'album Localz Only il 29 maggio dello stesso anno.
Il 18 dicembre 2015 Salmo ha pubblicato il singolo 1984, interamente composto dal rapper stesso e promosso dal relativo video uscito nello stesso giorno; contemporaneamente all'uscita del singolo è stato inoltre annunciato il quarto album in studio Hellvisback, uscito il 5 febbraio 2016. L'album ha avuto un buon successo in Italia, debuttando al primo posto nella Classifica FIMI Album e venendo certificato disco d'oro dalla FIMI per le oltre 25 000 copie vendute, dato successivamente salito a 50 000 copie, garantendo pertanto il disco di platino.
Il 25 novembre l'album è stato ripubblicato con l'aggiunta di un secondo CD composto da brani dal vivo e due inediti, tra cui il singolo Don Medellín.

### Altre attività,Playlist(2017-2020)
Il 6 marzo 2017 Salmo ha esordito in campo cinematografico nel ruolo di attore protagonista nel cortometraggio Nuraghes S'Arena, ideato e diretto da Mauro Aragoni e trasmesso in esclusiva da Paramount Channel. Il 21 luglio dello stesso anno il rapper è tornato sulle scene musicali con l'inedito Estate dimmerda, promosso dal relativo video diretto da Andrea Folino e Johnny Fart. Il 24 novembre è stata la volta di un secondo singolo inedito, Perdonami, che ha debuttato al primo posto della Top Singoli.
Durante il 2018 sono usciti gli album No Comment di Nitro e Enemy di Noyz Narcos, nei quali Salmo appare come artista ospite rispettivamente nei brani Chairaggione e Mic Check. L'8 giugno ha annunciato il titolo del suo quinto album in studio, Playlist, e i primi due concerti in cui sarebbe stato presentato dal vivo, ovvero il 16 dicembre al PalaLottomatica di Roma e il 22 dicembre al Mediolanum Forum di Assago. Pubblicato il 9 novembre, l'album presenta tredici brani, di cui alcuni in collaborazione con Fabri Fibra, Nitro, Sfera Ebbasta e Coez, oltre a Dade dei Linea 77, ed è stato preceduto dal singolo 90min (uscito il 21 settembre) e da una particolare campagna pubblicitaria culminata con un'esibizione di Salmo davanti al Duomo di Milano travestito da senzatetto e con la pubblicazione di un video promozionale sul noto sito a luci rosse Pornhub.
Nella mezzanotte del 5 luglio 2019 viene pubblicato Machete Mixtape 4, che lo vede protagonista sia in veste di rapper che di produttore in molte delle 18 tracce. Il 6 dicembre dello stesso anno è stato pubblicato l'album dal vivo Playlist Live, che riassume il tour italiano successivo alla pubblicazione di Playlist. L'album contiene anche gli inediti Salmo 23 e Charles Manson (buon Natale2), quest'ultimo realizzato con Lazza, Dani Faiv e Nitro.
Dal 2020 il rapper ha collaborato con vari artisti alla realizzazione di alcuni brani in qualità di artista ospite. Tra questi vi sono i singoli Boogieman di Ghali, uscito a gennaio, Cioilflow di Dani Faiv, pubblicato ad aprile, e Sballo shallo di Vegas Jones, uscito a ottobre, oltre al brano Machete satellite, presente nel mixtape Bloody Vinyl 3.

### Flop,Blocco 181,CulteRanch(2021-presente)
Nel gennaio 2021 è stato pubblicato il singolo La canzone nostra, che ha visto Salmo collaborare con Mace e Blanco, presente nell'album OBE di Mace.
Il sesto album in studio del rapper è stato annunciato tramite un post su Instagram il 17 settembre 2021: intitolato Flop, il disco è composto da diciassette tracce e presenta come ospiti Noyz Narcos, Marracash, Guè e Shari. Il disco è stato pubblicato il 1º ottobre 2021, a quasi tre anni dal precedente album, Playlist.
Nel 2022 è stata presentata su Sky la serie televisiva Blocco 181, con Salmo che è tra i protagonisti nonché produttore creativo della colonna sonora  intitolata Blocco 181 - Original Soundtrack.
Nel 2023 ha presenziato al Festival di Sanremo in qualità di ospite durante la prima e l'ultima serata, oltre ad aver duettato con Shari (concorrente alla manifestazione) in un medley di alcuni brani di Zucchero Fornaciari. Nello stesso anno è inoltre uscito l'album Cult, in collaborazione con Noyz Narcos.
Il 28 aprile 2025 è uscito il singolo On Fire, che ha anticipato l'uscita del suo settimo album in studio Ranch, pubblicato il successivo 9 maggio insieme al singolo Cartine corte.

## Stile musicale
Salmo è noto per fare uno stile prettamente hardcore hip hop dove intreccia sonorità hip hop ad altre che provengono dall'heavy metal e dalla musica elettronica, grazie soprattutto all'esperienza passata nei suoi primi gruppi musicali in cui già suonava materiale che spaziava tra rap metal, nu-metal e hardcore punk.
I primi due album The Island Chainsaw Massacre e Death USB si caratterizzano per una produzione molto influenzata da vari sottogeneri dell'elettronica, con elementi grime, dubstep e drum and bass nel primo e un'abbondanza di sintetizzatori e bassi nel secondo.

## Controversie
- Nel 2012 Salmo è stato accusato di discriminazione verso le persone omosessuali a causa della frase «Se avessi un figlio gay sicuro lo pesterei» contenuta nel brano Merda in testa tratto dal mixtape Fastlife Mixtape Vol. 3 di Guè. È poi intervenuto sul tema esprimendo concetti discriminatori e intolleranti nei confronti delle persone omosessuali e transgender, attirando ulteriori critiche.[59] L'anno successivo il rapper ha preso le distanze dalle proprie affermazioni, dichiarando di non pensare le cose scritte e aggiungendo anche che sarebbe felice di avere un figlio omosessuale; riguardo al significato della frase del sopracitato brano ha spiegato che andava preso nel suo contesto, dove la tematica affrontata è la confusione in testa.[60]
- Il 13 agosto 2021, a seguito degli incendi che hanno interessato la regione Sardegna, Salmo si è esibito in un concerto gratuito ad Olbia, attivando una raccolta fondi in aiuto delle comunità colpite.[61] L'evento è stato promosso dal cantante senza il coinvolgimento di Vivo Concerti, società che gestisce gli eventi del rapper, e il rispetto delle norme di gestione dell'emergenza della pandemia di COVID-19 in Italia, scatenando pertanto polemiche una volta che sono stati diffusi filmati e fotografie attraverso il web.[61] Di conseguenza, il rapper è stato accusato di aver violato ogni norma con il rischio di creare un danno al sistema sanitario italiano e di aver mancato di rispetto e sensibilità verso l'industria dello spettacolo e dell'intrattenimento, duramente colpito dalla pandemia.[62] Esponenti del mondo dello spettacolo si sono schierati contrari alle modalità con cui si è tenuto il concerto, tra cui Alessandra Amoroso e Fedez, quest'ultimo accusando il sindaco di Olbia di non essere intervenuto.[62]

## Discografia

### Da solista
Album in studio
- 2011 – The Island Chainsaw Massacre
- 2012 – Death USB
- 2013 – Midnite
- 2016 – Hellvisback
- 2018 – Playlist
- 2021 – Flop
- 2023 – Cult (con Noyz Narcos)
- 2025 – Ranch

Album dal vivo
- 2014 – S.A.L.M.O. Documentary
- 2019 – Playlist Live
- 2022 – Salmo Unplugged

Raccolte
- 2018 – The Complete Vinyl Edition

Colonne sonore
- 2022 – Blocco 181 - Original Soundtrack

### Con gli Skasico
- 2004 – Terapia
- 2006 – 21 Grams
- 2008 – Orange Bloom EP

### Con i Three Pigs' Trip
- 2010 – Merciful Bullets (EP)

### Con i To Ed Gein
- 2008 – Toedgein
- 2011 – Shell Shock

### Con Le Carie
- 2023 – Tre (EP)

## Tournée
- 2012 – Death USB tour
- 2013 – Midnite tour
- 2016/17 – Hellvisback tour
- 2018/22 – Playlist e Flop tour
- 2024 – Hellraisers tour (con Noyz Narcos)[63]

## Formazione
Dal 2013, Salmo ha iniziato a esibirsi dal vivo con vari musicisti di supporto, riportati di seguito:
Attuale
- Marco Azara – chitarra (2016-presente)
- Davide Pavanello – basso (2016-presente)
- Jacopo Volpe – batteria (2016-presente)
- Frenetik – tastiera, chitarra (2018-presente)
- DJ Damianito – giradischi (2021-presente)
- Riccardo Puddu – tastiera, chitarra (2022-presente)
- Carmine Iuvone – violoncello (2022-presente)

Ex-componenti
- Claudio Cossu – chitarra (2013-2015)
- Marco Manueddu – basso (2013-2015)
- Gabriele Deiana – batteria (2013-2015)
- Slait – giradischi (2013-2020)

## Filmografia

### Cinema
- Zeta - Una storia hip-hop, regia di Cosimo Alemà (2016)
- Nuraghes S'Arena, regia di Mauro Aragoni (2017)
- Waterworld Music Festival, regia di Giorgio Testi (2021)
- Cult, il film, regia di Dario Argento (2023)

### Televisione
- Blocco 181 – serie TV, 11 episodi (2022-2025)